# Anemia caffrorum
Anemia caffrorum är en ormbunkeart som först beskrevs av Carolus Linnaeus, och fick sitt nu gällande namn av Maarten J.M. Christenhusz. Anemia caffrorum ingår i släktet Anemia och familjen Anemiaceae. Inga underarter finns listade.